# Asz-Szanja
Asz-Szanja (arab. الشنية) – miejscowość w Syrii, w muhafazie Hims. W 2004 roku liczyła 2058 mieszkańców.